# 룬데토른

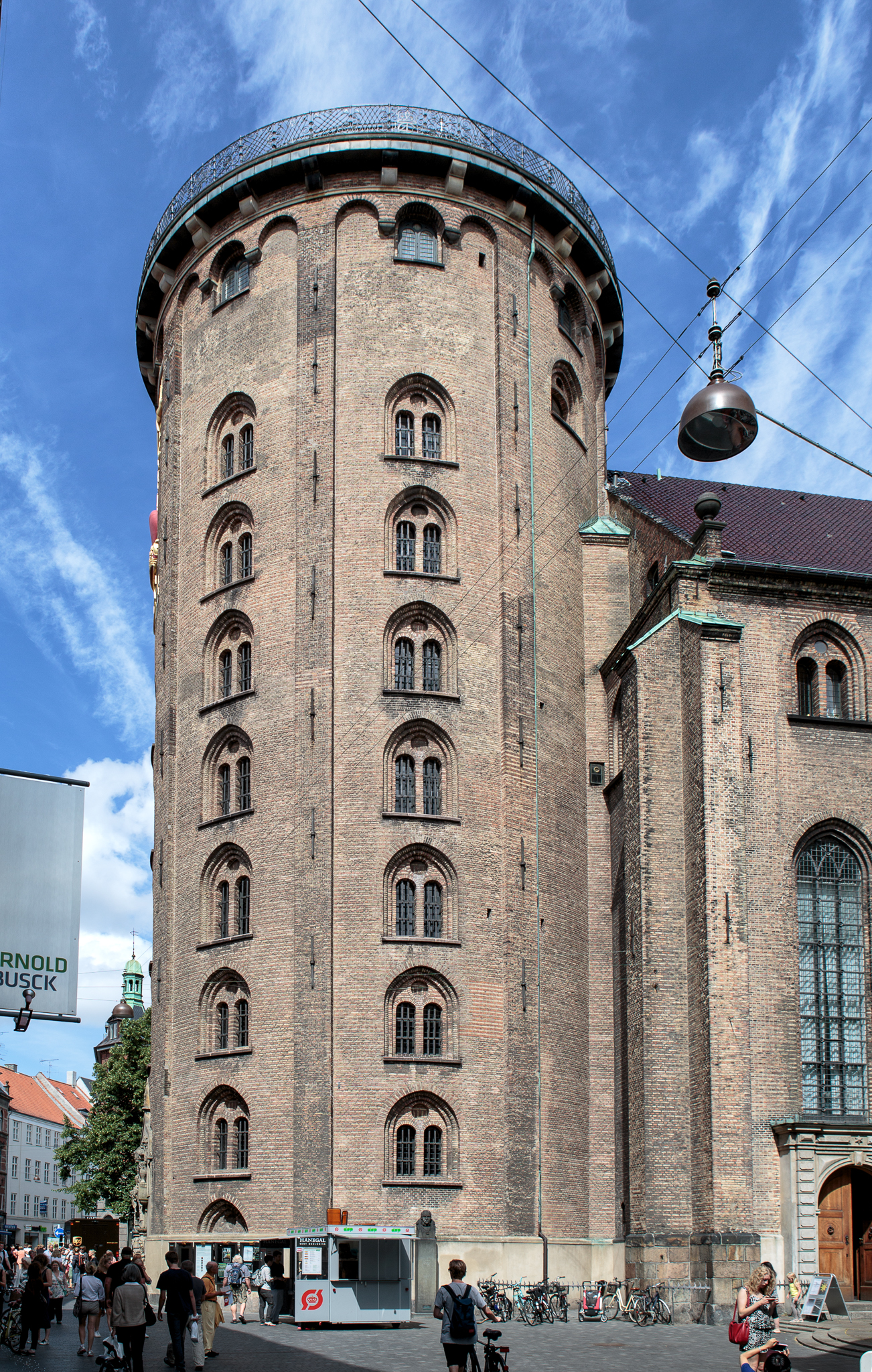
룬데토른 (2013년)

룬데토른(덴마크어: Rundetårn)은 덴마크 코펜하겐에 위치한 타워이다. 크리스티안 4세의 건축 프로젝트 중 하나로, 천문대로 지어졌었다.

## 같이 보기
- 천문학회 목록